# Mattis Hætta
Mattis Hætta, noto anche come Simona Máhtte (Masi, 15 marzo 1959 – 9 novembre 2022), è stato un cantante norvegese di etnia sami.
Rappresentò la Norvegia all'Eurovision Song Contest 1980 con il brano Sámiid ædnan, in duetto con Sverre Kjelsberg.

## Biografia
Mattis Hætta salì alla ribalta nel 1980 con la sua partecipazione al Melodi Grand Prix, il programma di selezione del rappresentante norvegese all'Eurovision Song Contest, dove fu incoronato vincitore con il suo duetto con Sverre Kjelsberg, Sámiid ædnan. I due parteciparono alla finale eurovisiva all'Aia, piazzandosi al 16º posto su 19 partecipanti con 15 punti totalizzati. Nello stesso anno pubblicarono l'album collaborativo Låla!. 
Nei decenni successivi Mattis si dedicò alla promozione della cultura sami esibendosi al Beaivváš Sámi Našunálateáhter di Kautokeino e praticò la pantomima.

## Discografia

### Album in studio
- 1980 – Låla! (con Sverre Kjelsberg)
- 1983 – Máze

### Singoli
- 1980 – Sámiid ædnan (con Sverre Kjelsberg)
- 1998 – Samefolkets land (con gli Ole Ivars)

## Filmografia

### Televisione
- Skáidi – serie TV (1995)
- Hjerterått – serie TV (2013)